# Lil Mosey
Лейтан Моисей Стэнли Эколс (англ. Lathan Moses Stanley Echols; род. 25 января 2002, Маунтлейк-Террас, Вашингтон), более известный как Lil Mosey — американский рэпер — певец и автор песен. Он прославился в конце 2017 года, выпустив сингл «Pull Up». Дебютный студийный альбом Моисея Northsbest (2018), включающий его первый сингл, попавший в чарты Billboard Hot 100 — «Noticed». Его второй студийный альбом Certified Hitmaker (2019) достиг 12-й строчки в Billboard 200 в США. В 2020 году Мози выпустил сингл «Blueberry Faygo», который занял 8-е место в Billboard Hot 100, самый успешный сингл в своей карьере. Он подписан на лейблы Mogul Vision и Interscope Records. 21 апреля 2021 года Эколс был обвинён в изнасиловании двух девушек. В настоящее время он освобожден под залог, суд над ним был назначен на 24 января 2022 года. После судебного разбирательства,  Lil Mosey был оправдан Верховным судом округа Льюис.

## Детство
Лейтан Моисей Стэнли Эколс родился 25 января 2002 года в Маунтлейк-Террас, Вашингтон. Мать у него была белой, а отец был наполовину пуэрториканцем, наполовину чёрным. Его воспитывала мать в северной части Сиэтла. Он начал читать рэп в раннем подростковом возрасте и начал свою музыкальную карьеру в восьмом классе. Эколс сначала учился в средней школе Маунтлейк-Террас, затем перешёл в среднюю школу Шоркрест в десятом классе. Позже он бросил школу после успеха своей песни «Pull Up» и продолжил карьеру, отправившись в Лос-Анджелес для записи.

## Карьера
В 2016 году Lil Mosey загрузил свою первую песню под названием «So Bad» в SoundCloud, быстро набрав 50 000 просмотров. 13 ноября 2016 года Мози соревновался и занял четвёртое место на Coast 2 Coast Live Seattle All Ages Edition.
«Pull Up» был первым выпущенным треком Lil Mosey и стал его дебютным коммерческим синглом. Его музыкальный клип набрал более 25 миллионов просмотров на YouTube за первые 16 месяцев после его выпуска. 14 марта 2018 года Мози выпустил свой второй коммерческий сингл «Boof Pack». Его музыкальный клип набрал более 13 миллионов просмотров на YouTube всего через год после его выпуска. Примерно 4 месяца спустя он выпустил «Noticed» в качестве своего третьего коммерческого сингла вместе с клипом, снятым Cole Bennett, также совместно с Хесусом Севильи — его двоюродным братом. Данный клип набрал 10 миллионов просмотров в течение первых двух недель после его выпуска. В клипе: «Моисей и его друзья живут хорошей жизнью, отдыхая в роскошных апартаментах с видом на прекрасный пляж».
19 октября 2018 года он выпустил свой дебютный студийный альбом Northsbest, в который вошли все три его коммерческих сингла и восемь других треков. Единственный артист на фите — BlocBoy JB.
8 ноября 2019 года он выпустил свой второй студийный альбом Certified Hitmaker. Альбом был переиздан 7 февраля 2020 года с выпуском сингла «Blueberry Faygo», который позже стал его песней с самым высоким пиком в Billboard Hot 100, достигнув 8-го места и попав в международные чарты. 26 июня 2020 года Lil Mosey выпустил сингл «Back at It» совместно с Lil Baby. 5 августа того же года Мози выпустил сингл «Top Gone» с участием пуэрто-риканского певца Lunay. Оба сингла появились в выпуске Certified Hitmaker под названием «Certified Hitmaker (AVA Leak)», выпущенном 14 августа 2020 г.
30 августа 2020 года во время интервью изданию The Hollywood Fix Lil Mosey анонсировал новый проект, исполнив отрывок из новой музыки. Позже было объявлено, что проект представляет собой новый микстейп под названием Universal. Микстейп будет переходом между Certified Hitmaker и его грядущим третьим студийным альбомом: The Land of Make Believe. Ожидается, что микстейп будет выпущен до конца 2020 года, однако конкретная дата релиза не объявлена. 1 октября 2020 года Мози опубликовал на своем канале YouTube видео, посвященное мировой премьере FIFA 21, которое также является трейлером Universal. В нём Мози одет в кастомную майку и исполняет попурри из своих песен «Bands Out Tha Roof», «Blueberry Faygo» и «Live This Wild» соответственно.
Lil Mosey также появлялся в треках различных исполнителей, таких как «Vicious» канадского певца Тейта Мак Рэя, «Thug Kry» американского рэпера YG, «No Honorable Mentions» Trippie Redd, в котором также участвует Quavo и «Krabby Step» с американскими рэперами Tyga и Swae Lee из саундтрека к фильму Губка Боб в бегах.
13 ноября 2020 года Моисей выпустил «Jumpin Out the Face» в качестве ведущего сингла для Universal вместе с клипом.

## Музыкальный стиль
Lil Mosey известен своей мелодичностью и лирикой, адаптированной к его жизни. Когда его спросили, применим ли к нему термин «мамбл-рэп» в интервью для Complex, Лил Мози ответил: «Я бы не стал считать себя „бормочущим“ рэпером, потому что я не знаю, что это такое. Но когда я говорю, я бормочу». Хотя Лил Мози не считает свое звучание похожим на звучание Meek Mill’s, он считает, что данный рэпер оказал влияние, поскольку в интервью журналу XXL Magazine он описывает, как он всегда слушал песню Мила «Dreams and Nightmares», когда был моложе. Когда в том же интервью Мози спросили, какие сравнения он провел, он ответил: «С точки зрения музыки они сравнивают меня с Дрейком».

## Живые выступления
Lil Mosey гастролировал с рэперами Smooky MarGielaa, Lil Tjay, Polo G и Smokepurpp. В 2018 году Lil Mosey был в туре с Juice Wrld и Cordae, выступая на разогреве у Juice Wrld в Domination Tour. Он также получил подписку от Lil Xan, и он говорит, что его первое настоящее живое выступление в качестве признанного артиста произошло, когда Lil Xan вывел его на сцену во время своего концерта в Сиэтле. Рэпер также выступал на Rolling Loud в 2018 году. Lil Mosey также гастролировал с Sauve и Bandkidjay. Он давал бесплатные представления, например, в Сиэтле для детских игрушек. Он гастролировал по Европе, Канаде и США в рамках Certified Hitmaker Tour.

## Дискография

### Студийные альбомы
- Northsbest (2018)
- Certified Hitmaker (2019)

### Синглы
- «Pull Up» (2017)
- «Boof Pack» (2018)
- «Noticed» (2018)
- «Bust Down Cartier» (2019)
- «G Walk» (совместно с Крисом Брауном) (2019)
- «Stuck in a Dream» (при участии Gunna) (2019)
- «Live This Wild» (2019)
- «Blueberry Faygo» (2020)
- «Only the Team» (совместно с Rvssian и Lil Tjay) (2020)
- «Vicious» (совместно с Tate McRae) (2020)
- «Back at It» (при участии Lil Baby) (2020)
- «Past Life» (Ремикс) (совместно с Тревером Дэниелом и Селеной Гомес) (2020)
- «Top Gone» (совместно с Lunay) (2020)
- «Krabby Step» (совместно с Swae Lee и Tyga) (2020)
- «Jumpin Out the Face» (2020)
- «Holy Water» (2021)
- «Enough» (2021)
- «Try Me» (2021)
- «Jetski» (совместно с Internet Money и Lil Tecca) (2021)